# 438

## Събития
- В Сасанидското царство приключва управлението на Бахрам V (420 – 438) и започва управлението на Яздегерд II (438 – 457).
- Мощите на Йоан Златоуст са пренесени в Константинопол.

## Починали
- Бахрам V, персийски цар